# Selecționata de fotbal a Corsicăi
Selecționata de fotbal a Corsicăi reprezintă insula și regiunea franceză Corsica în fotbalul internațional. Nu este afiliată nici la FIFA și nici la UEFA. Până în 2010 a jucat numai trei meciuri cu alte state: în 1967 cu Franța, în 1998 cu Camerun și în 2009 cu Congo. A jucat mai multe meciuri cu echipe de club ca OGC Nice sau Stade Reims. Pentru ca un jucător să poată fi selecționat trebuie să îndeplinească două condiții: să aibă cel puțin un părinte sau un bunic din Corsica și să joace la un club de fotbal profesionist.
În 2010 a jucat la Cupa Corsicăi împotriva Bretanei, Gabonului și Togoului.

## Lotul actual

### Portari
- Nicolas Penneteau
- Jean-Louis Leca
- Dumè Agostini

### Fundași
- Yohan Bocognano
- François Modesto
- Grégory Lorenzi
- Gilles Cioni
- Anthony Lippini
- Grégory Leca

### Mijlocași
- Jean-Baptiste Pierazzi
- Yannick Cahuzac
- Pascal Berenguer
- Johan Cavalli
- Julian Palmieri
- Gary Coulibaly
- Jean-Jacques Rocchi
- Damien Tibéri

### Atacanți
- Jean-Jacques Mandrichi
- Christophe Gaffory
- Rémy Cabella